# Podaga
Podaga (także łac. Pogaga, Pogada) – bóstwo połabskie, które miało swój posąg w świątyni w Płoni. Wymienione tylko w Kronice Helmolda, który nie podaje wyobrażenia ani funkcji bóstwa.

Słowianie w różny sposób cześć bogom swoim oddają, nie wszyscy bowiem zgadzają się na jedne obrządki pogańskie. Jedni stawiają dziwaczne posągi w świątyniach, jak np. wizerunek w Płoni, który nosi imię Podaga; inne bóstwa zamieszkują lasy i gaje, jak na przykład bożek stargardzki Prone. Takich nie przedstawia się na wizerunkach.

Według Aleksandra Brücknera odczytanie nazwy Podaga jest niemożliwe. Grigorij Iljinskij uznał, że Podaga to inna forma Dadźboga (od *Podabog), Roman Jakobson uznał natomiast, że Podaga jest zepsutym zapisem Dadźboga.
Mikołaj Rudnicki połączył zapis Podaga z imieniem Dagome z Dagome iudex odnoszącym się do Mieszka I. Według niego oba te słowa są ze sobą spokrewnione. Słowo to miało trafić do państwa piastów przez bliżej nieznaną żonę Mieszka, która przyniosła ze sobą kult bogini Podagi. Obie nazwy wiązał z prasłowiańskim *dag- ‘płonąć’, a także z Długoszową Pogodą, której nazwa miała została zniekształcona.
Jako pierwszy ze słowem potęga powiązał Leszek Moszyński. Człon -dag- według niego odpowiada słowiańskiemu *tǫgъ ‘silny, tęgi’, a cały łaciński zapis Podaga odpowiada prasłow. *Potǫga (polskie Potęga), a bóstwo byłoby ubóstwioną potęgą. Pozytywnie o tym odczycie wypowiedział się Krzysztof Tomasz Witczak w artykule poświęconemu odczytowi łacińskiej nazwy Dagome w Dagome iudex odnoszącej się do Mieszka I, on także odczytuje Dag- w Dagome jako Tęg- (prasł. *Tǫg-), a całe imię jako Tęgomir, lub skrót od tego imienia, Tęgom (prasł. *Tǫgomirъ, *Tǫgomъ). Przywołuje on się przy tym na przykłady zapisy nosowego o (polskie ą) przez literę a w zapiskach niemieckich, np. Dabe ← pol. Dąbie, a także wahania między d a t w przypadku zapisywania słowiańskiego ⟨d⟩, np. imię Oda w Dagome iudex zapisywane jest jako Ote.
Etymologię taką wsparł Michał Łuczyński. Przypomina on uwagę Brücknera, że teonim podany przez Helmolda odnosić się musi do bóstwa męskiego, nie żeńskiego, gdyż inaczej nazwałby to bóstwo z łaciny dea (łac. ‘bogini’), a nie idolum, a to powoduje, że końcowe -a w Podaga wymaga wyjaśnienia. Końcowa samogłoska -a pojawiała się czasami po poprzedzającej jej spółgłosce ⟨k⟩, np. łac. Misaca, Misica, Misuka ← pol. Mieszek, łac. *Licica ← pol. *Leszek, z czego można wyciągnąć wniosek, że -a mogło też pojawić się spółgłosce ⟨g⟩. Łuczyński mając to na uwadze, a także uwzględniając i wspierając odczyt łacińskiego -dag- jako -tęg-/*tǫg, odczytuje prasłowiańską formę teonimu jako *Potǫgъ. Wspierać to ma staropolska nazwa osobowa *Potąg, rekonstruowana na podstawie miejscowości Potęgowo, a także nazwa osobowa *Nietąg z XIII w. Teonim *Potǫgъ oznaczałby ‘ktoś mocny, silny, tęgi’.
Według Henryka Łowmiańskiego kult Podagi był kultem zaaranżowanym przez księcia Kruta, a nie kultem plemiennym, gdyż powstanie samodzielnego bóstwa, postawienie mu świątyni i posągu przekraczałoby możliwości niewielkiej jednostki terytorialnej. Według Łuczyńskiego nowa świątynia (poświęcona prawdopodobnie nowemu bogowi) miała podnieść autorytet władzy książęcej. Według niego Potąga należałoby zatem uznać za epitet Peruna, co miałoby ruską analogię w postaci stworzenia oficjalnego, państwowego kultu ustanowionego w Kijowie przez Włodzimierza Wielkiego. Potąg byłby pierwotnie więc imieniem, a jako przymiotnik bóstwa został ostatecznie uznany za odrębny teonim, na początku jako nazwa zastępcza Peruna.